# Owen Jones (architetto)
Owen Jones (Londra, 15 febbraio 1809 – Londra, 19 aprile 1874) è stato un architetto, disegnatore e scrittore inglese.

## Biografia

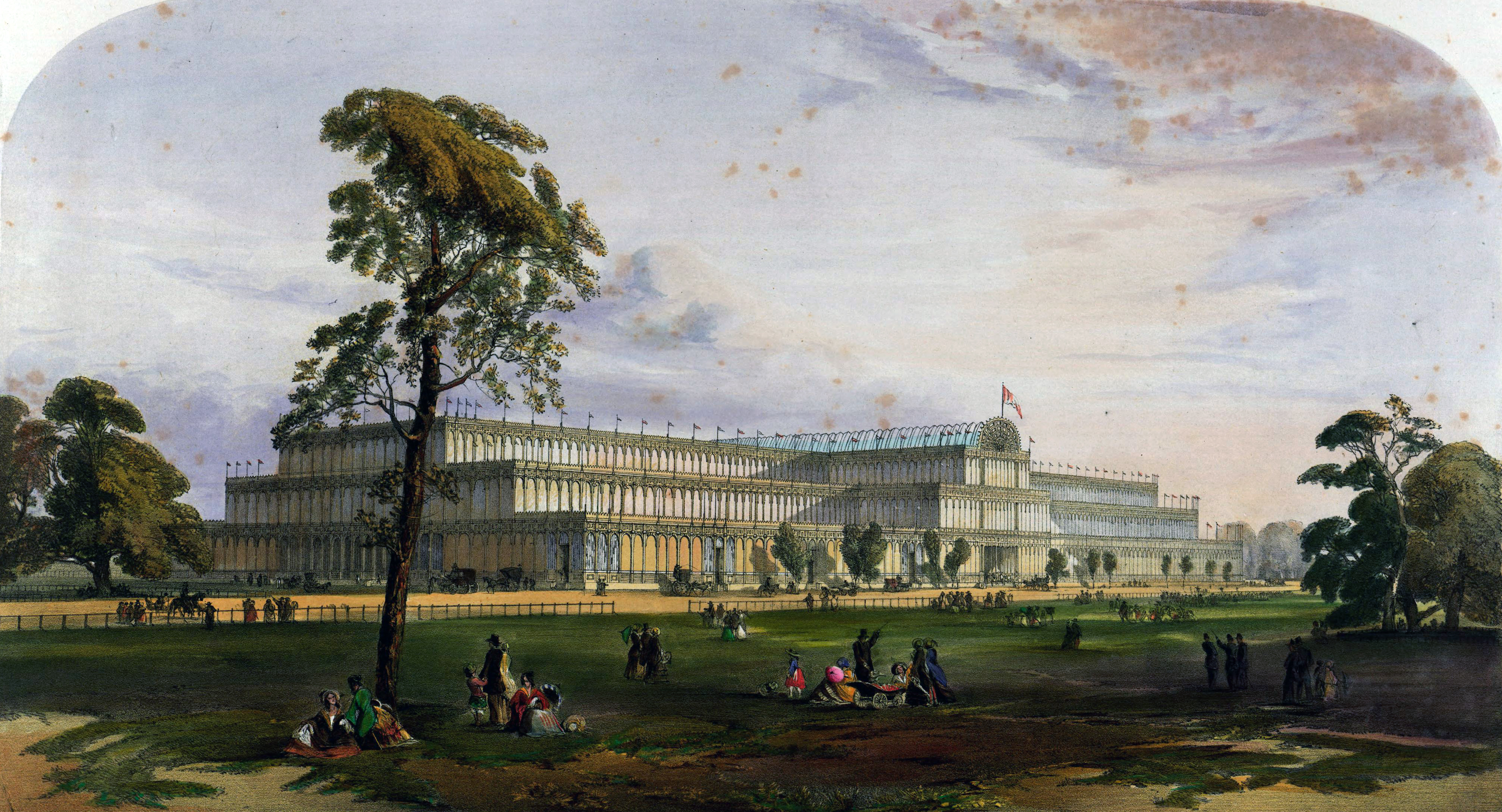
Il Crystal Palace durante la Great Exhibition del 1851.

Jones, figlio di un noto antiquario e pellicciaio gallese, studiò architettura alla Royal Academy, e agli esordi della sua carriera collaborò con l'architetto Lewis Vulliamy, prima di trasferirsi, nel 1832, in Europa (Francia, Italia, Grecia, Spagna), in Egitto e nel Medio Oriente.
In Grecia Jones incontrò l'architetto tedesco Gottfried Semper, noto per i suoi studi sulla policromia
dell'architettura greca antica.

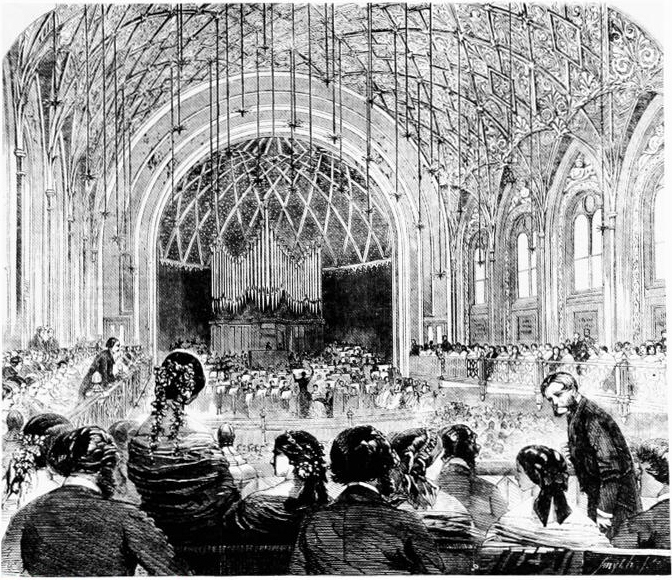
Sala interna del St. James's Hall, 1858.

Invece in Spagna, nel 1834, Jones assieme all'architetto francese Jules Goury, approfondì le sue conoscenze dell'architettura islamica e dedicò il libro Plans, Elevations, Sections and Details of the Alhambra all'Alhambra di Granada, dopo aver effettuato  studi decennali (1836-1845) sul complesso palaziale andaluso.
Successivamente ricevette l'incarico di supervisore dei lavori per l'Esposizione Universale di Londra del 1851.
In questo evento, come per tutta la sua carriera, Jones si distinse soprattutto per i disegni e le decorazioni, come evidenziarono i suoi lavori sia al Crystal Palace sia per gli spazi espositivi.
Jones applicò le sue teorie decorative anche nel settore tessile e nella produzione di tappeti. Come architetto è da citare, tra gli altri, il suo progetto per il St James's Hall.
Jones si distinse con i suoi lavori a Parigi, al Museo di Sèvres e in Egitto (Il Cairo).

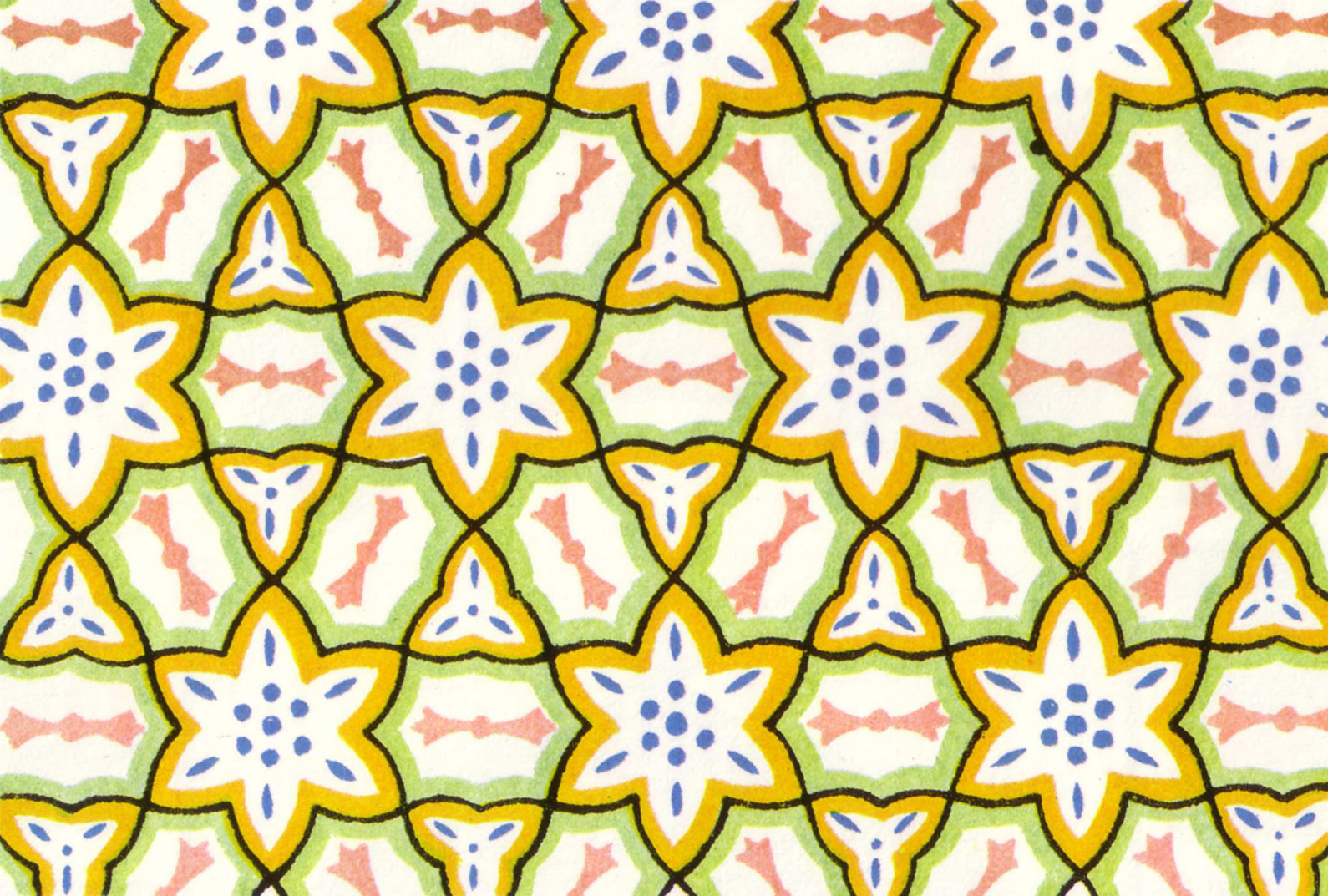
Illustrazione tratta da The Grammar of Ornament (1856).

Nel libro Grammar on Ornament del 1856 Jones descrisse gli elementi peculiari del suo stile, caratterizzati da una sintesi tra la cultura occidentale e quella araba, dal comune denominatore della geometria, dalla speranza dell'introduzione delle macchine nella produzione, dal superamento dell’eclettismo e del revivalismo, dall'astrazione nell'ornamento, dalla modellistica piana, dalla teoria del colore moderno e della cromolitografia. Nel libro è presente anche una storia della decorazione nelle varie epoche e civiltà, da quella egizia a quella elisabettiana, da quella cinese a quella italiana.
I lavori di Jones riscossero un buon successo presso i suoi contemporanei.
Jones collaborò a numerose riviste, tra le quali il Journal of Design and Manufacture e con numerosi musei, tra i quali il South Kensington Museum.
(Owen Jones, 1965)